# 西福莫萨
 西福莫萨是巴西巴拉那州的一个市镇。总面积275.712平方公里，总人口7581人，人口密度27.5人/平方公里。